# Biophytum hermanni
Biophytum hermanni är en harsyreväxtart som beskrevs av J.F. Veldkamp. Biophytum hermanni ingår i släktet Biophytum och familjen harsyreväxter. Inga underarter finns listade i Catalogue of Life.